# Bice Biagi
Bice Biagi (Bologna, 5 maggio 1947 – Milano, 15 marzo 2023) è stata una giornalista italiana, figlia del giornalista Enzo Biagi.

## Biografia
Laureata in Lettere all'Università degli Studi di Milano, fu direttrice di Insieme, Intimità e Novella 2000, poi vicedirettrice di Oggi. Lavorò insieme al padre nella redazione di numerose trasmissioni televisive, da Film Dossier (RaiUno, 1982) fino a RT Rotocalco Televisivo (RaiTre, 2007). Nel 2008 pubblicò per la Rizzoli Editore un libro dedicato al padre, In viaggio con mio padre, e nel 2012 con la sorella Carla Casa Biagi. Una storia familiare sempre per la Rizzoli. Dal 2008, insieme a Carla, presiedeva il comitato promotore del Premio Enzo Biagi. È deceduta il 15 marzo 2023, a Milano, all'età di 75 anni. È stata legata sentimentalmente col fondatore di Libero, Vittorio Feltri.

### Attività politica
Nel 1997 si è candidata a Consigliera Comunale di Milano come capolista del CCD a sostegno del candidato di centrodestra Gabriele Albertini non risultando eletta.

## Libri
- Bice Biagi, In viaggio con mio padre, Milano, Rizzoli, 2008, ISBN 88-17-02591-7.
- Bice Biagi e Carla Biagi, Casa Biagi. Una storia familiare, Collana Saggi, Milano, Rizzoli, 2012, ISBN 978-88-586-3805-7.